# Hegyi István (református lelkész)
Hegyi István (Petek, 1914. szeptember 7. – Székelyudvarhely, 2004. december 21.) erdélyi magyar református lelkész, esperes.

## Életpályája
Hegyi István 1914-ben született az udvarhelyszéki Peteken Hegyi Péter (1872–1929) református lelkipásztor hat gyermeke közül ötödikként. Apai ágon siklódi földműves, anyai ágon a földbirtokos Gyarmathy családból származik. Apai nagyapját 83 évesen brutális módon román katonák gyilkolták meg az első világháború idején 1916-ban. Az elemi iskolát szülőfalujában végezte, majd a székelyudvarhelyi református gimnáziumba járt, végül az átszervezések miatt a nagyenyedi Bethlen Gábor Kollégiumban érettségizett 1932-ben. Onnan egyenes út vezetett a kolozsvári református teológiára, ahol felsőfokú tanulmányait 1936-ban fejezte be. Diákkorától részt vállalt az Ifjúsági Keresztény Egyesület (IKE) munkájában, az Erdélyi Fiatalok révén pedig bekapcsolódott a Dimitrie Gusti-féle falukutató mozgalomba. Népdalgyűjtéssel is foglalkozott, A mi dalaink címmel daloskötete jelent meg az Ifjú Erdély kiadásában 1936-ban. Pályakezdőként Szamosújvárra került börtönlelkésznek. Majd utazótitkári kinevezést kapott: két évig járta a szórványvidékeket. 1938-ban szülőfaluja hazahívta lelkipásztornak. 1940-ben a második bécsi döntéssel öt évre Dél-Erdélyben rekedt: faluja az új magyar-román határvonal mentén feküdt. A visszafoglalásért indított 1944-es hadjárat idején többedmagával a bólyai fogolytáborba hurcolták. Családja a Dunántúlra menekülve várta ki a második világháború végét. 1959-től a püspökhelyettesnek választott Dávid Gyula utódaként Székelyudvarhelyen folytatta papi szolgálatát, majd két év múlva az esperesi tisztséget is átvette. Megszervezte a szombatfalvi, szentkeresztbányai és bethlenfalvi gyülekezeteket. Személyét mindvégig megfigyelés alatt tartotta a kommunista titkosszolgálat. 1984-ben nyugdíjba vonult, de haláláig aktív maradt.

### Munkássága
Hivatástudattal, példamutatón élte életét. Szívügye volt a népszolgálat, melyhez szervesen kapcsolódott az erdélyi magyarság sorskérdései iránti érdeklődés és felelősségérzet, a soha nem szűnő nemzetféltés. Szellemi apjának tekintette Imre Lajost, Ravasz Lászlót, Tavaszy Sándort, barátai-eszmetársai közt tudhatta Juhász Istvánt, Tőkés Istvánt, Soos Gézát. Az írók közül Németh László volt rá a legnagyobb hatással. A Hegyi család Székelyudvarhelyen címmel 2002-ben kétrészes dokumentumfilmet készített a Duna Televízió. Több ezer kötetes könyvtárát a székelyudvarhelyi Baczkamadarasi Kis Gergely Református Kollégiumnak adományozták örökösei, ugyanitt emlékszobát hoztak létre 2006-ban. Halálának huszadik évfordulójára Komoróczy György Szeretni kell ezt a népet címmel portrékötetet jelentetett meg, melyet az Idea Könyvtér a hónap könyvének választott. 

## Magánélete
1938-ban megnősült; a buzásbocsárdi Técsi Irén (1913–1999) tanítónőt vette el. Hét gyermeke született: az elsőszülött Eszter (1939) korán elhunyt, István (1942–2017), Dániel (1944–2015) és Sándor (1947–) fiai a nyomdokaiba léptek, Katalin (1940–2009) lánya szintén lelkész férjet választott, a kiskorában megvakult Irén (1946–2012) budapesti intézetbe került, Mária (1952–) tisztviselő lett. 18 unokája közt pap, politikus, szociális munkás, tanár, történész, újságíró is van.

## Díjai
- Kisebbségekért Díj (1999)